# Schnellboote vor Bataan
Schnellboote vor Bataan (Originaltitel: They Were Expendable) ist ein US-amerikanischer Kriegsfilm des Regisseurs John Ford aus dem Jahr 1945, der in Schwarzweiß gedreht wurde. Als Vorlage diente der Roman They Were Expendable von William Lindsay White. Schnellbootkapitän Brickley, gespielt von Robert Montgomery, wird trotz des Angriffs auf Pearl Harbor mit Routinemanövern hingehalten, da man den kleinen Booten zu wenig zutraut; dann jedoch geht es um die Sicherheit eines Generals. Neben Montgomery und John Wayne sind Donna Reed und Jack Holt in den Hauptrollen besetzt.

## Handlung
Die Japaner greifen im Dezember 1941 den US-Stützpunkt Pearl Harbor auf Hawaii an. Im Anschluss versuchen sie die Philippinen zu erobern. Das 3. US-Schnellbootgeschwader unter Lt. Brickley wird auf einer der Inseln stationiert und soll beim Kampf gegen die Japaner helfen. Doch Brickleys Geschwader wird von den zuständigen Marinekommandeuren zunächst wenig zugetraut, was insbesondere Brickleys Assistent Ryan verärgert. Erst als das Geschwader ein japanisches Schiff versenkt, wird die Marineleitung aufmerksam. Lt. Ryan wird von Brickley vor dem Einsatz ins Lazarett geschickt, wo er sich in die Schwester Davyss verliebt.
Die Japaner belagern die Philippinen. Brickleys Geschwader bekommt den Auftrag, einen ranghohen General (er wird im Film namentlich nicht genannt, Parallelen mit Douglas MacArthur sind naheliegend) und dessen Familie zu evakuieren und sie durch die feindlichen Gewässer zu schmuggeln. Zwar kann das Geschwader den Auftrag erledigen, aber die Japaner haben die Inseln bald erobert. Brickley und Ryan bekommen den Befehl, die Inseln zu verlassen und in den Vereinigten Staaten neue Schnellboot-Einheiten aufzubauen.

## Synchronisation
Der Film wurde zwei Mal synchronisiert. Die erste Fassung entstand 1956. John Wayne wurde von Wolfgang Lukschy gesprochen. In der zweiten Fassung wurde John Wayne von Dieter B. Gerlach gesprochen.

## Hintergrund
Hauptdarsteller Montgomery war im Zweiten Weltkrieg ein Kapitän eines Schnellboots der US-Navy. Als Regisseur Ford sich ein Bein brach und nicht arbeiten konnte, übernahm Montgomery für einige Schnellboot-Szenen die Regie. Montgomery gefiel die Arbeit als Regisseur so sehr, dass er wenige Jahre später selbst Filme zu drehen begann.
Die Hauptcharaktere des Films entsprechen realen Personen. Lt. Brickley, Lt. Ryan und Lt. Davyss entsprechen den Lts: Bulkeley, Kelly und der Army-Krankenschwester Smith aus dem Roman. Kelly und Smith baten MGM ihre Rollen mit John Wayne und Donna Reed zu besetzen. Der Film wurde zum größten Teil vor Key Biscayne in Florida gedreht.
Die Erstaufführung in Deutschland fand am 22. Mai 1956 erst über zehn Jahre nach der Fertigstellung des Films statt.

## Kritiken
Der film-dienst befand seinerzeit: „Heldentum, Action und Galgenhumor in einem teils realistisch, teils als effektvolles Feuerwerk inszenierten Kriegsfilm. Das (relativ maßvolle) nationale Pathos erklärt sich aus dem Produktionsdatum.“

## Auszeichnungen
Der Film war 1946 in den Kategorien Beste visuelle Effekte und Bester Ton für den Oscar nominiert.